# Hibernáció
A hibernáció állapotában a test sejtjeinek tevékenysége szinte mozdulatlanná lassul, drámaian lecsökkentve az élőlény oxigénszükségletét.
Az állatvilágban ehhez hasonlatos állapot a téli álom. A téli álmot a tétlenség, az alacsony testhőmérséklet és a lelassult anyagcsere jellemzi. Ez az állapot energiát takarít meg a szervezet számára a táplálékszegény téli időszakban.

## Az emberi „téli álom”
Sok kutatócsoport tanulmányozza jelenleg is, hogyan lehetne az állatvilágban oly jól működő téli álmot megvalósítani embereken.
Egyes vélemények szerint a teljes emberi test folyékony nitrogénben történő lefagyasztásával visszafordítható lenne a halál. Az orvostudomány fejlődése lehetővé fogja tenni a „hibernált” testek újraélesztését. Mindez még nem bizonyított, de például az amerikai Alcor Alapítvány már több éve kínál ilyen szolgáltatást 150 ezer dollárért. Az első lefagyasztást 1976-ban végezték el, jelenleg pedig 74 személyt tárolnak ezen a módon. Újraélesztésre mindeddig még egyetlen esetben sem került sor; a cég elképzelései szerint ezt csak a jövőben kifejlesztendő eljárások, például a molekuláris nanotechnológiai módszerek fogják lehetővé tenni, akár már száz éven belül.
A NASA szintén érdeklődik, hiszen ha ez az elv átültethető, akkor lehetővé válik az asztronauták egy hibernációhoz hasonló állapotba helyezése a hosszú űrrepülések idejére. Mindemellett egy hibernációszerű állapot indukálása a gyógyászatban is nagy segítséget jelentene.
Sikerült laboratóriumi egereket „felfüggesztett életműködés” közeli állapotba hozni, ami reményt adhat az embereknek is a hibernálás lehetőségére.
Egy seattle-i csapat a Science folyóirat oldalain számol be a témában elért eredményeiről. Esetükben a felfüggesztett életműködés egy organizmus minden látható életfolyamatának visszafordítható megszűnését jelenti.
A kutatás vezetője, dr. Mark Roth szerint a rák kezelésének új útjait nyithatná meg a módszer, valamint megóvhatná a szerveket és a szöveteket egy elégtelen vérellátásból adódó sérüléstől, esetleg a haláltól is.

## Legutóbbi kísérletek
A kutatók első modellállata a Caenorhabditis elegans nevű fonálféreg volt, ami élete bármely szakaszában képes felfüggeszteni életfolyamatait, ha mostoha körülmények közé kerül: anoxia – 0,001%-os vagy ennél alacsonyabb oxigénszint – hatására például hamar bekövetkezik ez az állapot, és 24 órán keresztül, vagy akár tovább is fennmaradhat. A férgekkel végzett kísérletek eredményeiből arra lehet következtetni, hogy a vérellátás zavarából adódó emberi szövetkárosodások nemcsak a sejtek számára hozzáférhető oxigénmennyiség növelésével lennének elkerülhetőek, hanem az elérhető oxigén mennyiségének drasztikus csökkentésével is (a fonálféreg embriók anoxiás körülmények között felfüggesztették életfolyamataikat, miközben sejtjeiket nem érte károsodás).
A Washington Egyetem és a Fred Hutchinson Rákkutató Központ kutatói az egereket egy olyan kamrába helyezték, melynek levegője 80 ppm hidrogénszulfidot (H2S) tartalmazott. Ez a gáz magas koncentrációban halálos, azonban az emberben és az állatokban is termelődik. Az elméletek szerint a testhőmérséklet és a metabolikus tevékenység szabályozásában játszik szerepet. Ha az embereket sikerülne mentesíteni oxigénfüggőségüktől, időt nyerhetnének egy kritikus állapotban lévő beteg esetében, aki egy szervátültetés listán vagy egy műtőben várakozik.
A legújabb tanulmányban megfigyelték, hogy a levegő és a H2S keverékének belégzése után az egerek mozgása perceken belül leáll, és látszólag elvesztik eszméletüket. Az állatok légzésszáma a percenkénti 120-ról 10-re csökken. Ez idő alatt a metabolizmus mértéke megdöbbentő módon 90%-kal zuhan, testhőmérsékletük 37 Celsius fokról 11-re esik vissza. Hat óra elteltével az egerek a keverék helyett újra friss levegőt kaptak, ekkor a metabolizmus mértéke, valamint testhőmérsékletük visszatért a normális értékekre és a tesztek azt mutatták, hogy nem szenvedtek károsodást. A következő lépés a kísérlet nagyobb állatokon való elvégzése lesz. Az egerek általában nem alszanak téli álmot, azonban képesek egy hasonló állapot elérésére, amennyiben nem tudnak elegendő élelemhez jutni. Ha sikerül manipulálni az állatok metabolizmusát, úgy, hogy az az embereken is alkalmazhatóvá váljon, akkor rendkívül széles körű alkalmazásai lehetnek.
2005 júliusában Peter Safar (University of Pittsburgh) és munkatársai kutyákon végzett kísérletükben felfüggesztették az állatok szívműködését, majd az állatok vérét jéghideg sóoldatra cserélték. A sóoldat a vérnél jóval kisebb koncentrációban képes oxigént szállítani, így alkalmas rá, hogy a szövetekben csökkentsék vele az elérhető az oxigén mennyiségét. Az állatok hamar elvesztették eszméletüket, leállt a légzésük és a szívműködésük is. Hatvan perc elteltével a sóoldatot visszacserélték az állatok vérére, és miután újraindították az állatok szívét, 72 órával később az állatok többségénél semmilyen károsodást nem lehetett kimutatni, bár négy kutya esetében idegrendszeri és mozgáskoordinációs problémák léptek fel. A bostoni Massachusetts General Hospital kutatói 2006 januárjában sertéseken végeztek hasonló hibernációs kísérletet, amelynek során az állatok 90%-át sikerült újraéleszteni. Mivel a sertések és a kutyák élettani folyamatai hasonlítanak az emberére, a kutatók remélik, hogy nemsokára embereknél is hasonló – kevésbé drasztikus beavatkozást igénylő – klinikai próbákba kezdhetnek az életfolyamatok hosszabb idejű felfüggesztésének vizsgálata céljából.

## A hibernáció a szórakoztatóiparban
A science fiction szinte nélkülözhetetlen szereplője a hibernáció. Számos filmben, könyvben és videójátékban találkozhatunk vele valamilyen formában. Alkotótól és történettől függően változik a realitása. Egészen más képet kapunk a témáról az Alkonyzóna Karantén című epizódjából és megint mást Woody Allen Hétalvó című filmjéből. Persze a rajzfilmek sem kivételek, ezt láthatjuk a SpongyaBob Kockanadrág vagy a South Park egyes részeiben. A világon majd mindenki foglalkozik a témával, legyen szó akár egy manga-animációról vagy például a népszerű, Tekken címet viselő verekedős videójátékról.

## Fordítás
- Ez a szócikk részben vagy egészben  a   Suspended_animation című angol Wikipédia-szócikk fordításán alapul.  Az eredeti cikk szerkesztőit annak laptörténete sorolja fel. Ez a jelzés csupán a megfogalmazás eredetét és a szerzői jogokat jelzi, nem szolgál a cikkben szereplő információk forrásmegjelöléseként.
- Ez a szócikk részben vagy egészben  a   Hibernation című angol Wikipédia-szócikk fordításán alapul.  Az eredeti cikk szerkesztőit annak laptörténete sorolja fel. Ez a jelzés csupán a megfogalmazás eredetét és a szerzői jogokat jelzi, nem szolgál a cikkben szereplő információk forrásmegjelöléseként.